# Cyclocoridae
Die Cyclocoridae sind eine Familie der Schlangen aus der Überfamilie Elapoidea, die auf den Philippinen endemisch vorkommt.

## Merkmale
Es handelt sich um kleine bis mittelgroße Schlangen mit Längen von 25 bis 60 cm. Ihre Schuppen sind glatt. In der Körpermitte liegt die Anzahl der Schuppenreihen bei 15 bis 17. Auf der Unterseite des Schwanzes befindet sich eine einzelne Subcaudalreihe. Die Schnauze ist deutlich verlängert; hintere Kinnschilde und Zügelschilde (Lorealia) sind entsprechend länger als bei Schlangen vergleichbarer Größe. Die Anzahl der Oberlippenschilde liegt bei 5 oder 6. Die Augen stehen etwas vor.
Im phylogenetischen Sinn umfasst die Familie den letzten gemeinsamen Vorfahren von Oxyrhabdium leporinum, Cyclocorus lineatus und der auf den Inseln Leyte und Samar im Osten der Philippinen vorkommenden und im Jahr 2020 beschriebenen Art Levitonius mirus, sowie alle weiteren Arten, die von diesem Vorfahren abstammen oder alternativ dazu die letzte Kronengruppe der Gattungen Cyclocorus, Hologerrhum, Levitonius, Myersophis und Oxyrhabdium.

## Systematik
Taxonomisch wurden die Cyclocorinae durch die US-amerikanischen Herpetologen Jeffrey L. Weinell und Rafe M. Brown im Februar 2018 zunächst als Unterfamilie der Lamprophiidae eingeführt. Der brasilianische Zoologe Hussam Zaher und seine Mitarbeiter machten die Unterfamilie im Mai 2019 in ihrer Untersuchung der Phylogenie der caenophiden Schlangen zu einer eigenständigen Familie.

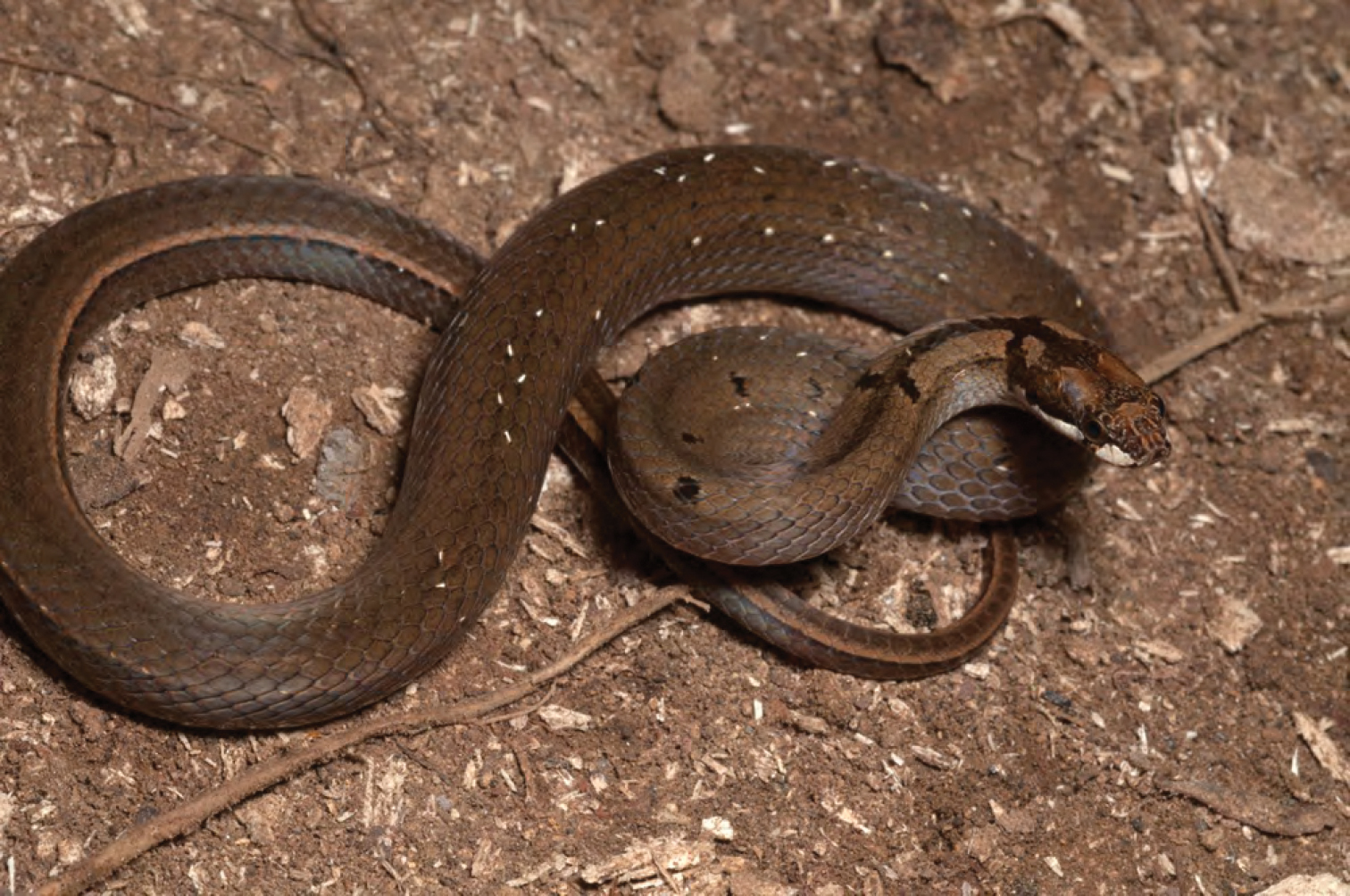
Hologerrhum philippinum

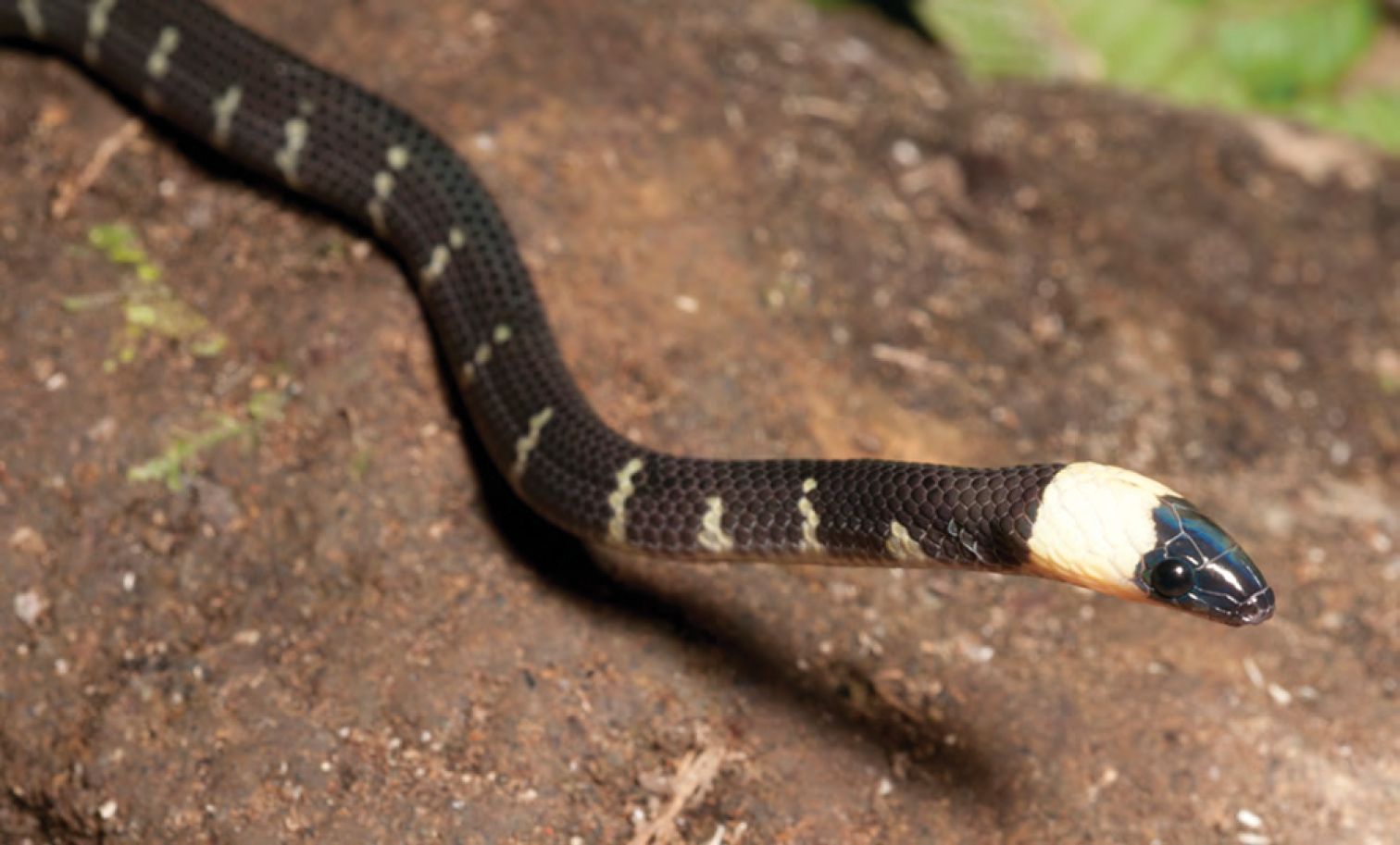
Oxyrhabdium leporinum

## Gattungen und Arten
Zur Familie gehörten fünf Gattungen mit insgesamt bisher beschriebenen acht Arten:
- Gattung Cyclocorus
  - Cyclocorus lineatus
  - Cyclocorus nuchalis
- Gattung Hologerrhum
  - Hologerrhum dermali
  - Hologerrhum philippinum
- Gattung Levitonius[2]
  - Levitonius mirus
- Gattung Myersophis
  - Myersophis alpestris
- Gattung Oxyrhabdium
  - Oxyrhabdium leporinum
  - Oxyrhabdium modestum

## Belege
1. 1 2 3 4  Jeffrey L. Weinell, Rafe M. Brown: Discovery of an old, archipelago-wide, endemic radiation of Philippine snakes. Molecular Phylogenetics and Evolution, Volume 119, Februar 2018, S. 144–150, doi:10.1016/j.ympev.2017.11.004
2. 1 2  Jeffrey L. Weinell, Daniel J. Paluh, Cameron D. Siler, Rafe M. Brown. A New, Miniaturized Genus and Species of Snake (Cyclocoridae) from the Philippines. Copeia 108(4), 23. Dezember 2020, S. 907–923, doi:10.1643/CH2020110, dazu auch:
  - Scientists Find Remarkable New Snake Species in Philippines, auf: sci-news vom 24. Dezember 2020.
3. ↑  Hussam Zaher, Robert W. Murphy, Juan Camilo Arredondo, Roberta Graboski, Paulo Roberto Machado-Filho, Kristin Mahlow, Giovanna G. Montingelli, Ana Bottallo Quadros, Nikolai L. Orlov, Mark Wilkinson, Ya-Ping Zhang, Felipe G. Grazziotin: Large-scale molecular phylogeny, morphology, divergence-time estimation, and the fossil record of advanced caenophidian snakes (Squamata: Serpentes). PLOS ONE, 10. Mai 2019, doi:10.1371/journal.pone.0216148
4. ↑  Cyclocoridae In: The Reptile Database